# Leicester City F.C.
Leicester City F.C., engleski je nogometni prvoligaški klub iz grada Leicestera. Trenutačno se natječe u Championshipu.

## Povijest
Leicester City Football Club je osnovan godine 1884., a njegovo se klupsko sjedište nalazi u gradu Leicesteru u Ujedinjenome Kraljevstvu. 
Domaće susrete Leicester City odigrava na King Power Stadiumu u Leicesteru. 
Klub je do vrha Engleske 2016. godine došao na klupi s talijanskim stručnjakom Claudijom Ranierijem.
Klub je nakon niza loših rezultata Claudija Ranijerija, preuzeo početkom 2017. engleski trener Craig Shakespeare.

## Klupski uspjesi

### Ligaški
- First Division/Premier liga
  - Prvak: 2015./16.
  - Doprvak: 1928./29.
- Second Division/First Division/Championship
  - Prvak (8): 1924./25., 1936./37., 1953./54., 1956./57., 1970./71., 1979./80., 2013./14., 2023./24.
  - Doprvak: 1907./08., 2002./03.
  - Osvajač doigravanja: 1994., 1996.
- League One
  - Prvak: 2008./09.

### Kupski
FA kup
- Osvajač (1): 2020./21.
  - Finalist: 1948./49., 1960./61., 1962./63., 1968./69.
- Engleski Liga kup
  - Osvajač: 1963./64., 1996./97., 1999./00.
  - Finalist: 1964./65., 1998./99.
- FA Charity Shield/FA Community Shield
  - Osvajač: 1971., 2021.
  - Finalist: 2016.